# Лудвиг III фон Сарверден
Лудвиг III фон Сарверден (на немски: Ludwig III von Saarwerden; † сл. 1246) е граф на Сарверден (1212 – 1246).

## Произход
Той е син на граф Лудвиг I фон Сарверден „Стари“ († сл. 1200) и съпругата му Гертруд фон Дагсбург, дъщеря на граф Хуго X (XII) фон Дагсбург и Мец († сл. 1178) и Лиутгард фон Зулцбах († сл. 1163), вдовица на Годфрид II ван Брабант († 1142), дъщеря на граф Беренгар I фон Зулцбах († 1125) и Аделхайд фон Волфратсхаузен († 1126).

## Фамилия
Лудвиг III се жени пр. 1223 г. за Агнес фон Саарбрюкен († сл. 1261), дъщеря на граф Хайнрих I фон Цвайбрюкен († 1228) и принцеса Хедвиг от Лотарингия-Бич († сл. 1228), дъщеря на херцог Фридрих I от Лотарингия († 1207) и принцеса Людмила от Полша († 1223). Те имат децата:
- Лудвиг IV († сл. февруари 1243), женен за Кунигунда фон Вианден
- Хайнрих II († март 1286), граф на Сарверден, женен за Елизабет фон Майзембург († 1321)
- Фридрих († сл. 1280), каноник в Св. Кастор в Кобленц
- Агнес фон Сарверден († сл. 1277), омъжена за Еберхард маршал фон Хунебург или за граф Герхард II фон Диц († 1266)
- дъщеря, омъжена за граф Фридрих II фон Хомбург († сл. 1274)